# Andy McGhee (Radsportler)
Andy McGhee (* 1943 in Houston (Renfrewshire)) ist ein ehemaliger schottischer Radrennfahrer.

## Sportliche Laufbahn
McGhee war im Straßenradsport und im Radpolo aktiv. 1966 gewann er als Mitglied der schottischen Nationalmannschaft die Tour of Scotland vor John McMillan. In der Tour of Britain wurde er 40. In jener Saison gewann er den schottischen Titel im Straßenrennen vor John McMillan und das Rennen Caledonien Two Days. 1966 fuhr er die Polen-Rundfahrt und kam auf den 45. Rang. 1968 war er in der Marokko-Rundfahrt am Start. Für Schottland bestritt er das Straßenrennen der Commonwealth Games und wurde als 9. klassiert. 1967 siegte er im Eintagesrennen von Barrow-in-Furness, das ein Nominierungsrennen für die britische Auswahl war. 1968 wurde McGhee erneut schottischer Meister und siegte im Eintagesrennen Glasgow–Dunoon, sowie in einigen weiteren britischen Straßenradrennen. Er bestritt die Internationale Friedensfahrt und wurde 66. der Gesamtwertung. 1973 gewann er wieder die schottische Meisterschaft und hatte bis zum Ende seiner Karriere mehrere Dutzend Siege in Rennen auf der britischen Insel zu verzeichnen. Darunter The Musselburgh Three Day, The Dave Campbell Memorial, The Crianlarich Circuit, The Ayshire Grand Prix. Neben dem Straßenradsport war er im Radpolo aktiv.

## Berufliches
McGhee war als Polizist in Schottland tätig.